# 横川蒸留所
横川蒸留所（よこかわじょうりゅうしょ）は、日本の鹿児島県霧島市に位置するウイスキー蒸留所で、アットスター株式会社が所有している。同蒸留所は1949年から焼酎の製造を行っており、その技術と経験を活かして2023年よりウイスキーの製造を開始した。

## 特徴
- 立地と環境: 霧島連山の山間部、標高約300mの場所に位置する[2]。霧島連山周辺は昼夜の寒暖差が大きく[3]、ウイスキーの熟成に適した環境である[要出典]。
- 仕込み水: 霧島山系の地下水を使用しており、マグネシウムやミネラル分を豊富に含む「蒼き水」を仕込みや割り水に利用している[4]。
- 熟成樽: シェリー樽やバーボン樽のほか、国内外のワイナリーと提携し、ワイン樽など多様な樽で熟成を行っている。
- 製造技術: 75年以上の焼酎製造経験を持ち、特に芋焼酎の発酵技術に精通している。この技術がウイスキー製造にも活かされている。